# 黄粉头序报春
黄粉头序报春（学名：[Primula capitata sp. lacteocapitata] 错误：{{Lang}}：文本有斜体标记（帮助））为报春花科报春花属下的一个亚种。

## 扩展阅读
- 維基物種上的相關：黄粉头序报春